# 霍坎·阿尔戈特松
霍坎·阿尔戈特松（瑞典語：Håkan Algotsson，1966年8月5日—），瑞典男子冰球运动员，1983年开始职业生涯。他曾代表瑞典参加1994年冬季奥林匹克运动会冰球比赛，获得一枚金牌。